# Cellitinnenkloster Zederwald
Das Cellitinnenkloster Zederwald war ein Kloster, das bis 1802 in Köln existierte. Die Ordensschwestern gehörten zur Ordensfamilie der Cellitinnen und widmeten sich der Krankenpflege.

## Gründung
Das Kloster wurde am 2. April 1302 von Lufredus vom Holzmarkte (Lufredus de Foro lignorum) als Konvent für arme Beginen an der damals noch Schmierstraße genannten Komödienstraße gegründet; auch wurde es zum Lisloch genannt, da es gegenüber einem Durchbruch durch die Römermauer lag. Zur Sicherung des Einkommens wurde ihnen auch das Nachbarhaus geschenkt. Das Konvent erfuhr in den ersten Jahren seines Bestehens beachtliche Vergrößerungen. So wurde ihm am 11. Juli 1303 von der Witwe Elisabeth Overstolz ein Nachbargrundstück geschenkt, am 4. Juni 1304 ein weiteres Nachbarhaus von Hermann Bonzstorp und im Jahre 1314 stattete der Priester Johannes vom Burggrafenhofe die Gemeinschaft mit beträchtlichen Mitteln aus seinem Privatvermögen aus. Die Beginen beschäftigten sich vor allem mit der Krankenpflege und mit kirchlicher Handarbeit (etwa Paramente für die ehemalige Pfarrkirche St. Brigiden).

## Geschichte
Am 30. Juli 1328 wählte die Ordensgemeinschaft den Kanoniker Siegfried von Renneberg und den Patrizier Konstantin von Lyskirchen auf Lebenszeit in das Amt des Rektoren, bzw. Provisoren. In einem Revisionsprotokoll von 1452 werden den elf Beginen zahlreiche Besuche bei Kranken bescheinigt. Im Gegensatz zu vielen anderen Beginenkonventen war diesem Haus, das über genügend Räumlichkeiten für 20 Frauen verfügte, keine Höchstanzahl von Mitgliedern aufgetragen. Bis 1487 wuchs deren Zahl auch auf 16 an.
Obwohl sie schon immer in einem klösterlichen Charakter gelebt hatten, nahmen die Beginen erst 1496 die Regeln des heiligen Augustinus an. Nicht alle 16 Mitglieder des Konventes gaben dazu ihr Einverständnis: Die beiden Schwestern, die sich weigerten, die Regel anzunehmen, konnten bis zu ihrem Tode ihren alten Status beibehalten. Obwohl der Stadtmagistrat eine Änderung in den alten Zustand wünschte und den Schwestern das Errichten einer Kapelle untersagte, nahm die Entwicklung ihren Gang. Schon recht bald wurde mit dem Bau einer Kapelle, welche 1502 durch den Weihbischof Johannes Spender O.F.M. eingeweiht wurde und einen öffentlichen Charakter trug, begonnen. Das Gotteshaus war dem heiligen Augustinus geweiht.
Das Vermögen des Klosters hatte sich in den kommenden Jahren allgemein günstig entwickelt, wozu eine Reihe von Schenkungen und auch ihre handarbeitliche Tätigkeit, besonders das Fertigen und Ausbessern von Paramenten, beigetragen hatten.
Die Französische Revolution bedeutete das Ende der im Jahre 1800 noch neun Mitglieder zählenden Gemeinschaft. Da es keinen Ordensnachwuchs mehr gab und vier Schwestern den Konvent verlassen hatten, wurde das Kloster 1802 aufgehoben und den übrigen beiden Schwestern die Vereinigung mit den Cellitinnen „Zur Zelle“ freigestellt, wohin sie dann auch übersiedelten. Aus diesem Jahr stammt auch die überlieferte Vermögensaufstellung der Gemeinschaft, die neben ihrem Kloster noch zwei weitere Häuser in der Stadt besaß, welche einen Wert von 6.600 Francs ausmachten. Neben Kapital- und Rentenforderungen in Höhe von 17.605 Francs, lagen aber auch 3.948 Francs Schulden vor, so dass man auf einen Gesamtkapitalwert von 20.257 Francs kam.
Nachdem die Klosterkirche abgerissen worden war, verpachtete man 1804 die übrigen Räumlichkeiten für 100 Francs und verkaufte sie am 9. Dezember 1806 schließlich zu einem Preis von 5.045 Francs. Das Klostervermögen wurde an das Kloster „Zur Zelle“ überwiesen.